# Rózsakeresztes Park
A Rózsakeresztes Park a Rózsakeresztes rend (AMORC) Amerikai Angol-nyelvű Nagypáholyának a székhelye a kaliforniai San Joséban.

## Történelem
A Rózsakeresztes Parkot (továbbiakban: Park) Harvey Spencer Lewis alapította 1927-ben. Egyetlen parcellából fejlődött fel 5-hektáros komplexummá. A Parkban elhelyezkedő Rózsakeresztes Egyiptomi Múzeum 1932-ben épült, a Planetarium 1936-ban, a Kutatóközpont és Könyvtár 1939-ben nyitotta meg kapuit. Az Ehnaton szentély 1949-ben készült el.
A Park 2004-ben bővült egy Béke Kerttel, melyet Christian Bernard, rózsakeresztes Imperátor avatott fel. 2013-ban egy új Alkímiai Múzeum felépítését jelentették be. Az ezt előkészítő kiállítás a Rózsakeresztes Egyiptomi Múzeum előadó csarnokában, 2015 júniusában, a Nyári napfordulókor került megnyitásra. Az új múzeum a Rózsakeresztes Nemzetközi Egyetem korábbi épületében kerül elhelyezésre és egy működő alkímiai laboratóriumot is magában fog foglalni. A leendő múzeum előtti Alkímiai Kert négy részből áll, melyek mindegyike egy-egy elemet jelképez, az egész pedig a 4 elemet szimbolizálja.
2009-től kezdődően 2015-ig a Park lecsökkentette vízfogyasztását 4 500 000 U.S. gallon (17 000 000 liter) mértékben.

## A park leírása
A Park szinte város a városban, akkora helyet foglal magában. Részét képezi a Rózsakeresztes Egyiptomi Múzeum, a Rend igazgatási épülete, a Rózsakeresztes Planetárium, a Rózsakeresztes Béke Kert, a Rózsakeresztes Kutatóközpont és Könyvtár, a Nagytempel és egy központi szökőkutas tér kerttel. Egy rózsakert is van a Könyvtár mellett és egy kínai mamutfenyő is él a közelében H. Spencer Lewis emlékére. A Kínából vásárolt facsemetét 1950-ben ültette el Dr. Ralph Chaney,  melyet egy névtelen adományozó adott H. Spencer Lewis özvegyének e célból.
A Parkban található egy Ehnaton szentély is, melyben az AMORC alapítója Harvey Spencer Lewis és más korábbi tisztségviselők hamvai is nyugszanak.
A Planetárium kivételével, a Rózsakeresztes Park minden épülete ókori egyiptomi stílusban épült. Az általuk vallott egyiptomi örökségük tiszteletéül papiruszsás növények is helyet kaptak a parkban.

## Képgaléria
Különféle épületek és szobrok képei a Rózsakeresztes Parkban:

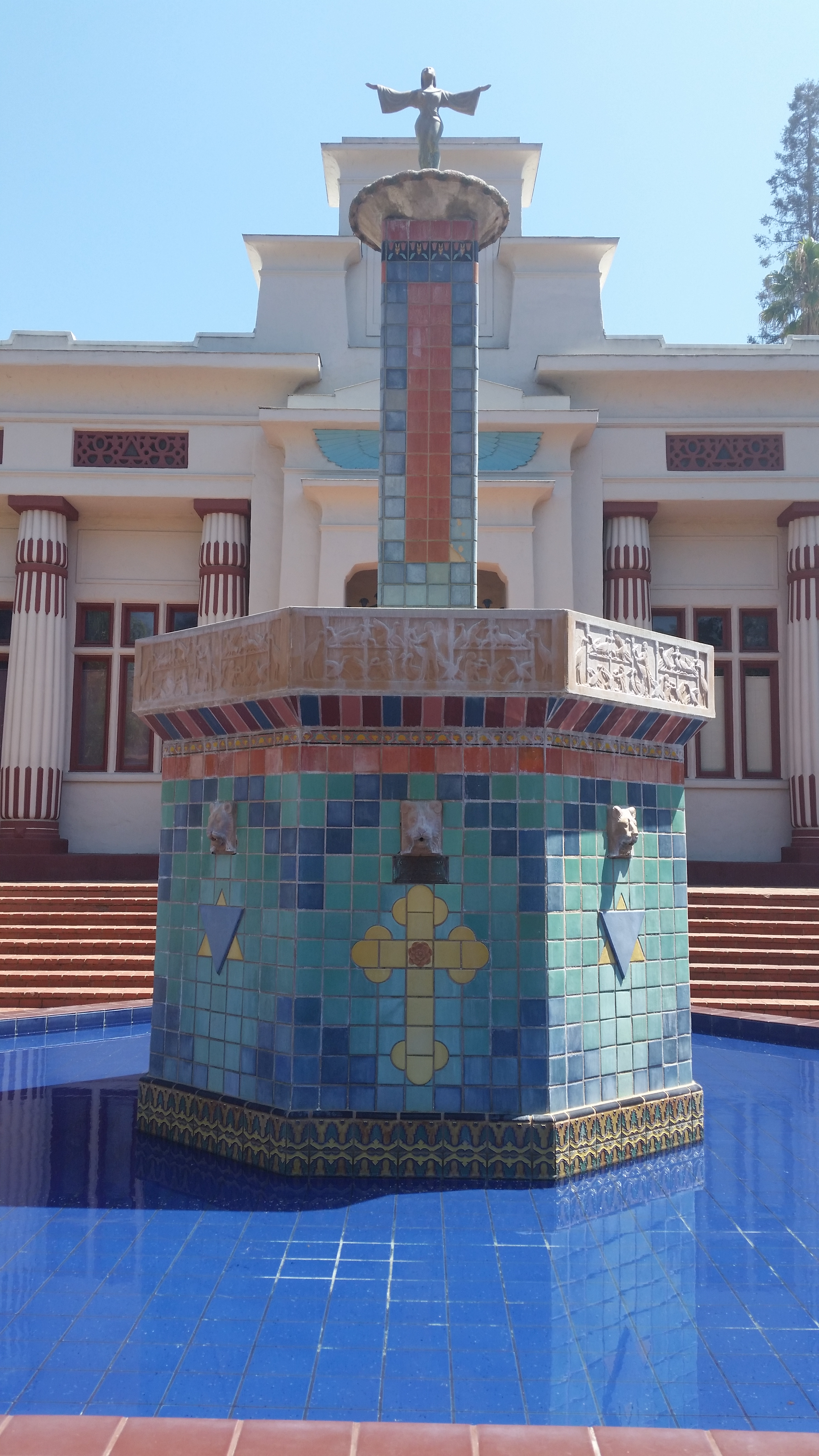
Szökőkút
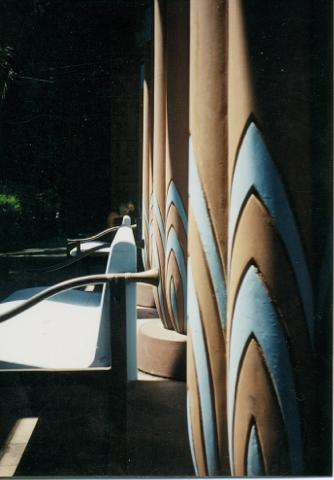
Oszlopok
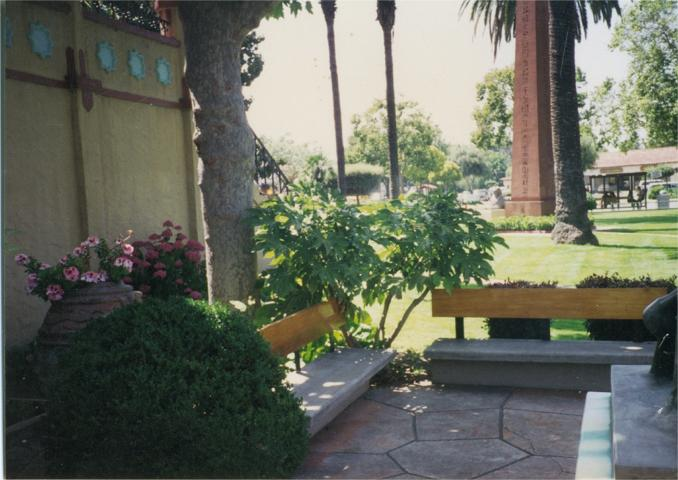
Pihenő
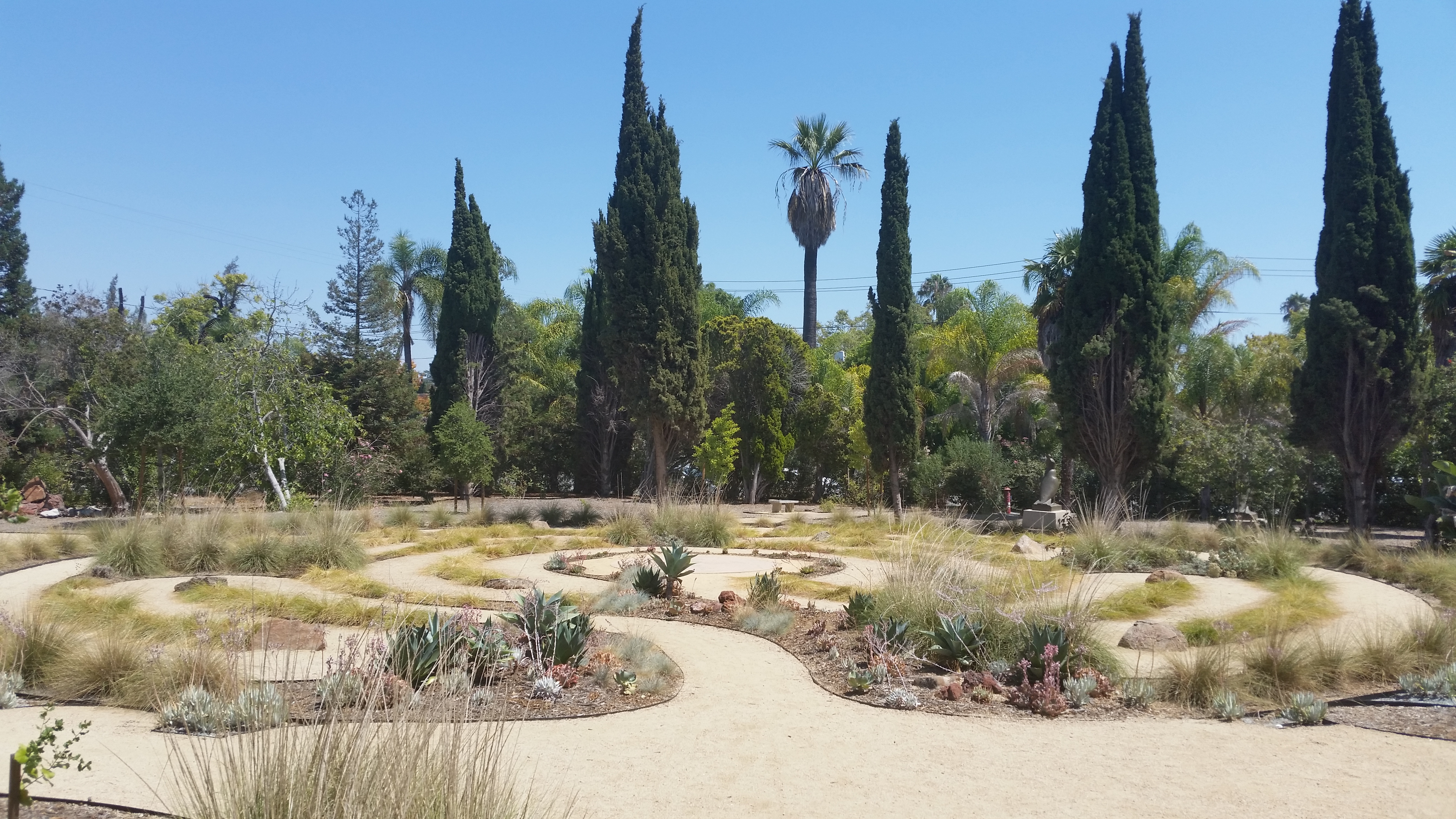
Labirintus
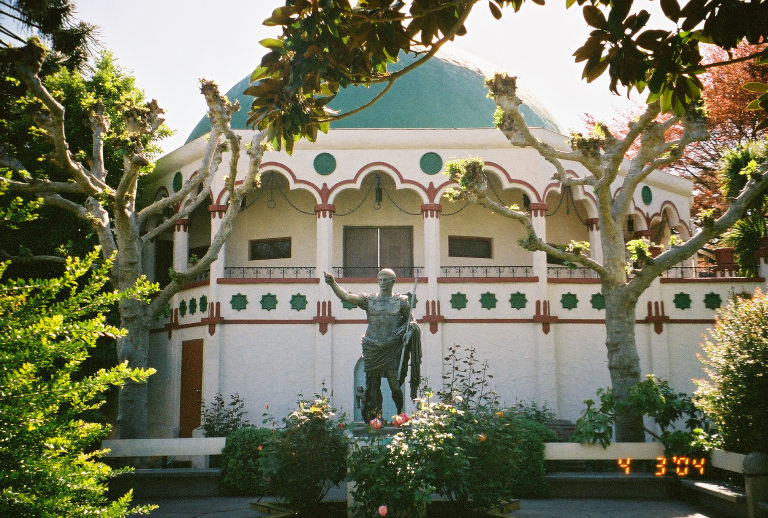
Planetárium
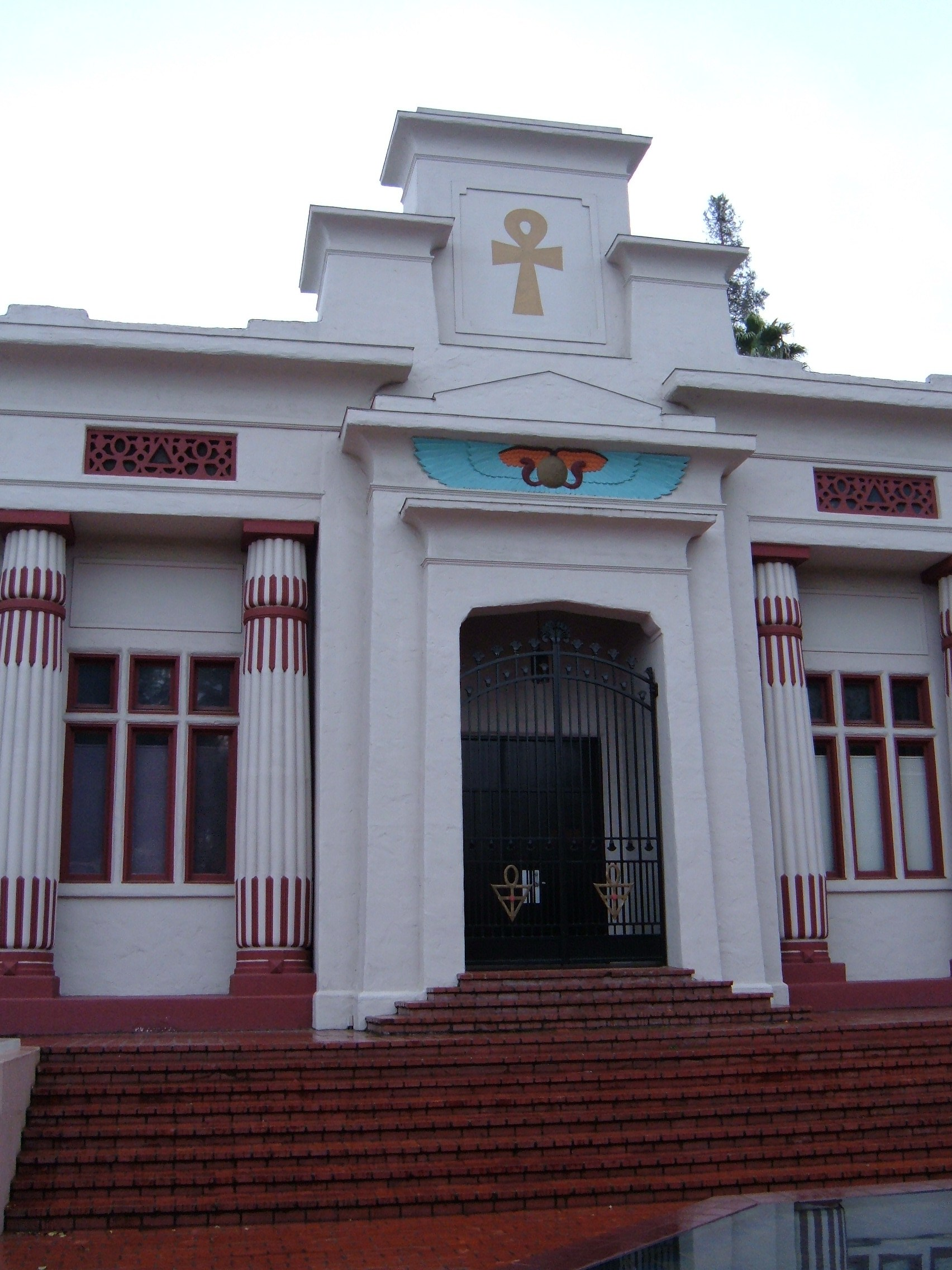
A tudomány épülete
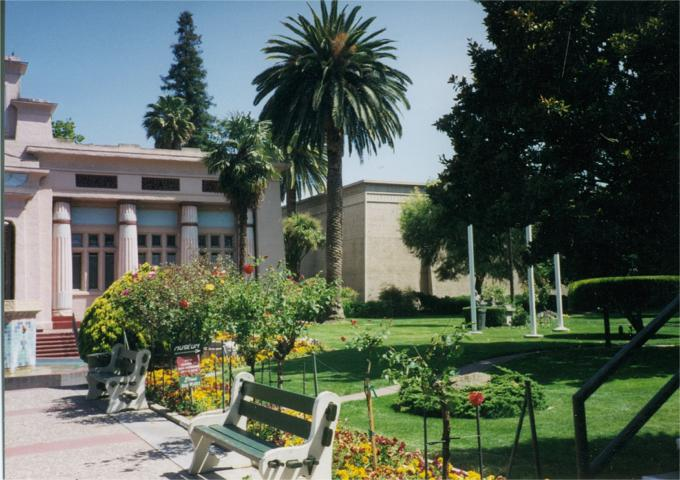
Az egyetem épülete
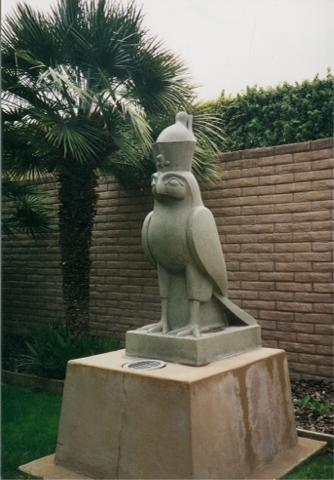
Hórusz sólyom szobra

## Fordítás
- Ez a szócikk részben vagy egészben  a   Rosicrucian Park című angol Wikipédia-szócikk fordításán alapul.  Az eredeti cikk szerkesztőit annak laptörténete sorolja fel. Ez a jelzés csupán a megfogalmazás eredetét és a szerzői jogokat jelzi, nem szolgál a cikkben szereplő információk forrásmegjelöléseként.